# SNFU

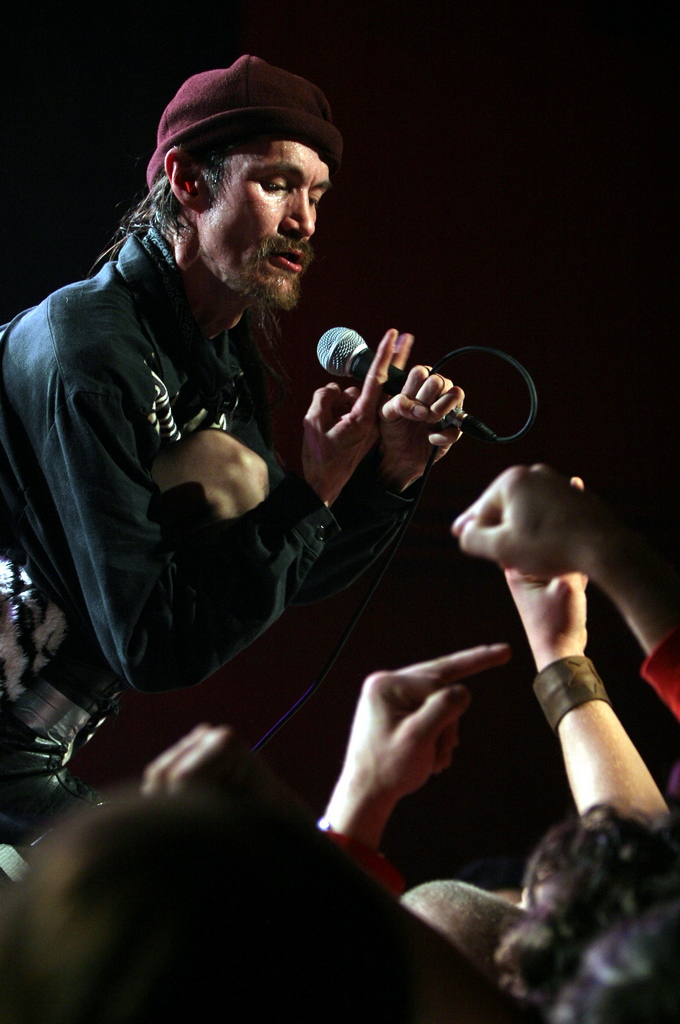
SNFU-Sänger Mr. Chi Pig (Ken Chinn), Starlite Room, Edmonton, 2007

SNFU ist eine kanadische Punkband aus Edmonton, gegründet 1981.

## Werdegang
SNFU erspielten sich in den 1980er Jahren einen legendären Ruf als Skatepunk-Band, in den 1990er Jahren wechselten sie dann zum bekannten Punk-Label Epitaph Records, wo sie drei Alben veröffentlichten und sich danach auflösten. 2000 fanden sie in neuer Besetzung wieder zusammen, um bei Alternative Tentacles eine neue EP zu veröffentlichen. Diese hatte jedoch nicht viel Erfolg in der Szene, die die Band größtenteils schon vergessen hatte. 2007 erschien auf ihrem eigenen Label Rake Records nach vielen Jahren wieder ein neues Studioalbum namens In The Meantime And In Between Time In der Besetzung Mr. Chi Pig (eigentlich Kendall „Ken“ Chinn; Gesang, 1962–2020), Ken Fleming und Sean Colig (Gitarre), Denis Nowoselski (Bass) und Jon Card (Schlagzeug, 1960–2024). Die Albentitel der Band bestehen grundsätzlich aus sieben Wörtern. Die Abkürzung SNFU steht ursprünglich für „Society's No Fucking Use“.
2012 veröffentlichte der kanadische Autor Chris Walter die Biografie SNFU: What No One Else Wanted To Say.
Im November 2019 berichtete der Sänger Ken Chinn, dass bei ihm eine lebensbedrohliche Erkrankung diagnostiziert worden sei, die bald tödlich verlaufen könne. Er nahm daraufhin eine Solo-7"-Single mit orchestralen Versionen von Hurt (ursprünglich von Nine Inch Nails und später gecovert von Johnny Cash) und Painful Reminder von SNFU auf, die im Juni 2020 veröffentlicht wurde. Ken Chinn starb am 16. Juli 2020 im Alter von 57 Jahren. Jon Card starb am 8. April 2024 im Alter von 63 Jahren.

## Diskografie
- ...And No One Else Wanted To Play (1985, BYO Records)
- If You Swear You'll Catch No Fish (1986, BYO Records)
- Better Than A Stick In The Eye (1988, Cargo Records)
- The Last of the Big Time Suspenders (1991, Cargo Records)
- Something Green And Leafy This Way Comes (1993, Epitaph Records)
- The One Voted Most Likely To Succeed (1995, Epitaph Records)
- FYULABA (1996, Epitaph Records)[Anm. 1]
- The Ping Pong EP (2000, Alternative Tentacles)
- In The Meantime And In Between Time (2004, Rake Records)
- Never Trouble Trouble Until Trouble Troubles You (2013, Cruzar Media)